# Jean Ier de Viennois
Pour les articles homonymes, voir Viennois (homonymie) et Jean Ier.
Jean Ier de Viennois, né en 1264, mort au château de Bonneville le 24 septembre 1282, d'une chute de cheval, est dauphin de Viennois, comte d'Albon, de Vienne, de Grenoble, d'Oisans, de Briançon et d'Embrun de 1269 à 1282. Il est le fils Guigues VII dauphin de Viennois, et de Béatrice de Faucigny.

## Biographie

### Origines
Jean est le fils du dauphin de Viennois, Guigues VII, et de Béatrice de Faucigny (aussi appelée Béatrice de Savoie), fille du comte Pierre II de Savoie.

### Jeune héritier du Dauphiné
Lors de la guerre de succession opposant Béatrice de Faucigny, dite « la Grande Dauphine », frère et héritier du comte de Savoie Pierre II, et sa tante, Béatrice de Thoire-Villars, la Grande Dauphine et son fils sont capturés,, puis libérés le 15 novembre 1269 au château de Vigon, sous l'intervention du comte de Savoie Philippe Ier, contre la remise des territoires et châteaux de Monthoux, Hermance et Châtelet du Crédo, et entre les mains des médiateurs ceux de Faucigny, de Toisinge, d'Aubonne et d'Allinge-vieux.
Mais le 3 août 1271 une sentence est prononcée par Edmond, fils du roi Henri III d'Angleterre, et Philippe, comte de Savoie, et de Bourgogne, arbitres nommés entre la dauphine Béatrice de Faucigny et Béatrix de Villars-Thoire et ses enfants. Les souverains statuent que la dame de Faucigny doit céder sa tante, dame de Thoire, pour toutes ses réclamations, les châteaux d'Aubonne et d'Hermance, ainsi que tous les fiefs qu'elle possède dans le pays de Vaud, au nord d'Aubonne, à l'exception de ceux des sires de Montfaucon.
Âgé de cinq ans à la mort de son père, ce fut sa mère qui prit la régence.
Le 18 janvier 1270 des conventions sont réalisées entre Robert II, duc de Bourgogne, Béatrice de Faucigny, en présence du comte Philippe de Savoie, au sujet de l'administration du Dauphiné : le duc, comme tuteur du dauphin Jean gouvernera la terre du Gapençais et les châteaux de Moras, Voreppe et Vaulx, où il établira des officiers, hommes liges du dauphin, qui rendront compte à Béatrix ; le dauphin Jean épousera Marguerite, fille du duc, dès qu'il sera en âge de puberté ; Béatrice de Faucigny régira le surplus des terres du dauphin au nom du duc ; dans le cas où Jean meurt avant l'âge de puberté, les terres seront rendues à la dauphine Anne, sa sœur.

### Régence et investiture du Dauphiné
En 1272, au décès de son père Robert II, duc de Bourgogne, assure le rôle de protecteur du fils aîné et encore mineur de Béatrice de Faucigny, le dauphin Jean Ier de Viennois, à la suite de l'accord conclu avec Guigues VII de Viennois, père de Jean. Toujours en vertu de cet accord, en 1273, à la suite du remariage de Béatrice avec Gaston VII de Béarn, il devient régent du Dauphiné. La même année, il autorise Anne, fille de Guigue VII et de Béatrice, et sœur de Jean, à épouser Humbert de La Tour-du-Pin contre la reprise en fief de terres situées dans la Manche de Coligny ; Treffort et Marboz.
Le 13 juin 1281, Jean, dauphin de Viennois, en présence de Charles II d'Anjou, fils aîné du roi de Jérusalem et Sicile, lui prête l'hommage auquel il était tenu envers son père ; son bailli l'investit de tout ce qu'il tenait de lui.
Avant 1282, Guillaume, évêque de Grenoble, Béatrix, comtesse de Vienne et d'Albon, dame de Faucigny, et le comte Jean, dauphin, déclarent que les bourgeois de Grenoble, qui étaient jusqu'alors indépendants, néanmoins consentent à leur prêter hommage et fidélité, mais en protestant que cette condescendance ne saurait leur préjudicier.
Le 3 juin 1282, Béatrix, comtesse de Viennois et d'Albon, dame de Faucigny, agissant comme héritière de Pierre II, comte de Savoie, à la suite d'un acte du jour précédent, accompagnée de son fils Jean, dauphin, du fait de gages reçus des défunts comtes de Genève, Guillaume II et Rodolphe, donne ordre à tous ceux qui étaient tenus vis-à-vis du comte Pierre, de rendre dorénavant hommage à Amédée II, comte de Genève, Béatrix ayant cédé tous ses droits, tels qu'elle les avait reçus, et elle fait cette cession pour réparer les torts de son père envers les comtes de Genève. En retour le comte Amédée promet d'aider la dame de Faucigny et le dauphin avec toutes les forces de son comté, à ses frais, contre tous ceux qui leur feraient la guerre.

### Mariage
Après avoir été promis à la fille de Robert II de Bourgogne, il est fiancé à Bonne de Savoie (1275 - †1300), fille d'Amédée V, comte de Savoie et de Sibylle de Baugé. Le mariage a lieu en 1280,.

### Mort et sépulture
Il fait son testament le 21 septembre 1282 en présence de sa mère Béatrice en tant que comte de Vienne et d'Albon.
Jean Ier de Viennois meurt le jeudi 24 septembre 1282, dans les environs de Bonneville, des suites d'une mauvaise chute de cheval,,,,, sans laisser de descendance. D'après le testament de son père Guigues VII, le Dauphiné revient à sa sœur Anne, dite aussi Anne de Viennois (??- 1202/1203), et à son époux, Humbert de la Tour du Pin, qui devient dès lors Humbert Ier de Viennois. En réalité, la Grande Dauphine fait de leur fils Jean (futur dauphin Jean II), l'héritier.
À la mort de Jean, en 1282, c'est sa sœur, Anne, qui hérite du Dauphiné et transmet le titre à son époux, Humbert de La Tour-du-Pin, qui devient ainsi dauphin.
Afin d'accueillir la sépulture de son unique fils, Béatrix fonde, au sud de la ville de Taninges, une chartreuse pour accueillir la dépouille de son fils et prier pour son âme (Charte de fondation du 12 avril 1285). En attendant la fin des travaux de l'ensemble et notamment du caveau funéraire, le corps de Jean est déposé dans l'abbaye de Sixt. Cependant, lors des fouilles archéologiques exécutées dans les années 1970 afin de réhabiliter la Chartreuse, aucun corps ne fut retrouvé.